# Edgar Roscoe Cumings
Edgar Roscoe Cumings (* 20. Februar 1874 in Ohio; † 15. August 1967 in Washington, D.C.) war ein US-amerikanischer Paläontologe und  Geologe.

## Leben
Cumings studierte an der Cornell University und wurde 1903 an der Yale University promoviert. Ab 1898 war er an der Indiana University, an der er 1904 bis 1942 als Professor der Geologie-Fakultät vorstand.
Er befasste sich mit regionaler Geologie und Paläontologie in Indiana, speziell dem Cincinnatian (spätes Ordovizium), den fossilen Riffen aus dem Silur im Norden Indianas und der Fauna des Salem-Kalksteins.
1931 war er Präsident der Paleontological Society.